# 酰乙醇胺

花生四烯乙醇胺，一种酰乙醇胺

酰乙醇胺是羧酸与乙醇胺形成的酰胺，一些天然存在的酰乙醇胺有花生四烯乙醇胺、十六酰胺乙醇、前列腺酰胺等。